# Acalypha bopiana
Acalypha bopiana é uma espécie de flor do gênero Acalypha, pertencente à família Euphorbiaceae.